# لورن ویزبرگر
لورن ویزبرگر (انگلیسی: Lauren Weisberger؛ زادهٔ ۲۸ مارس ۱۹۷۷) نویسنده، روزنامه‌نگار، و رمان‌نویس اهل ایالات متحده آمریکا است.